# Aran Köhler
Aran Köhler (21 oktober 1961) is een Nederlandse schaker en FIDE-meester.

## Schaakcarrière
- In 1984 won Köhler het toernooi om het persoonlijk kampioenschap van de Schaakbond Groot-Amsterdam. Dat lukte hem nogmaals in 1998 en 2013.
- Köhler werd in 1992 FIDE-meester.[1]
- Köhler was een stamgast van het Amsterdamse schaakcafé Gambit, dat in 2005 de deuren sloot na het overlijden van de eigenaar.
- Köhler won tweemaal het Kees Besselink c4-toernooi in Amsterdam: In 2009 en 2014.
- In 2012 won hij het Martin Walop toernooi om het Open Nederlands Kampioenschap Fischer Random Chess.
- In 2017 won Köhler het Eijgenbroodtoernooi.
- Anno 2023 komt Köhler uit voor de Amsterdamse schaakvereniging ENPS.